# فاردرونا
فاردرونا هي فرقة نرويجية تأسست في عام 2003 من قبل إينار سيلفيك وغال.

## وصلات خارجية
- فاردرونا على موقع ميوزك برينز (الإنجليزية)
- فاردرونا على موقع أول ميوزيك (الإنجليزية)
- فاردرونا على موقع ديسكوغز (الإنجليزية)